# Juan Bautista Pérez
Juan Bautista Pérez (Caracas, 20 dicembre 1869 – Caracas, 7 maggio 1952) è stato un avvocato e politico venezuelano.
È stato Presidente del Venezuela dal 30 maggio 1929 al 13 giugno 1931.